# Gustav Fischer Verlag
Der Gustav Fischer Verlag wurde als deutscher Wissenschaftsverlag 1878 in Jena gegründet. Er feierte 2008 sein 130-jähriges Bestehen. Dieses Jubiläum fiel zusammen mit der 450-Jahr-Feier der Friedrich-Schiller-Universität Jena und den Veranstaltungen zu „Jena – Stadt der Wissenschaften 2008“.

## Verlagsgeschichte

### 1877–1946

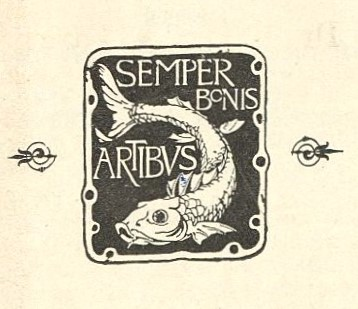
semper bonis artibus (1900)

1877 übernahm Gustav Paul Danckert Fischer die Konkursmasse des Jenaer Verlages Hermann Dufft und führte die Geschäfte seit 1878 unter dem Namen Gustav Fischer Verlag „vormals Friedrich Mauke“ fort. 1880 bezog der Verlag das Verlagsgebäude im Villengang 2a und dem dazugehörigen Papierlager Hainstrasse 1 in Jena.
1901 adoptierte Gustav Paul Danckert Fischer seinen Neffen und späteren Nachfolger Gustav Adolf Fischer (1878–1946), der 1905 in den Verlag eintrat. Der Begründer Gustav Paul Danckert Fischer starb am 22. Juli 1910, nur wenige Monate nach seiner Frau Minna (geb. Des Arts, verw. Mauke; † 27. Februar).
Zum 50-jährigen Bestehen des Verlags erschien 1928 ein fast 1000-seitiges Gesamtverzeichnis. 1943 trat die Tochter von Gustav Adolf Fischer, Annelise von Lucius  in die Geschäftsführung ein und übernahm die Verlagsleitung im März 1946 nach dem Tod ihres Vaters. Am 10. Dezember 1946 erhielt Annelise von Lucius von der sowjetischen Militärverwaltung eine Lizenz zur Fortführung des Buchverlages. Im November 1947 traf die Gesellschafterversammlung des Verlages die Entscheidung, in der amerikanischen Besatzungszone eine Zweigstelle zu errichten, den 1948 gegründeten Piscator Verlag.

### 1948–1989
1948 gründete der Schwiegersohn von Gustav Adolf Fischer, August von Breitenbuch (geb. 1900) nach der Rückkehr aus amerikanischer Kriegsgefangenschaft in Stuttgart den Piscator Verlag. Piscator Verlag Stuttgart und Gustav Fischer Verlag Jena stellten 1950 erstmals gemeinsam auf der Frankfurter Buchmesse aus. 1953 flüchtete Annelise von Lucius mit ihrer Familie nach Stuttgart, wo im März 1951 der Verlag Gustav Fischer OHG gebildet worden war. Dieser übernahm jetzt die Geschäfte des Piscator Verlages, welcher aufgelöst wurde. Unmittelbar nach der Flucht der Familie von Lucius wurde der Jenaer Verlags enteignet und in Volkseigentum überführt. 1965 wurde er in die Gruppe der Volkseigenen Verlage für Medizin und Biologie integriert.
Im Gustav Fischer Verlag Jena erschienen bis 1990 pro Jahr etwa 50 bis 60 Buchtitel und 20 Zeitschriften, rund 70 Mitarbeiter waren beschäftigt. Der Umsatz im Jahr 1989 betrug 9,5 Millionen DDR-Mark, in Stuttgart war er (in DM) etwa doppelt so hoch.
In West-Deutschland traten 1960 Bernd von Breitenbuch und Wulf-Dietrich von Lucius als Gesellschafter in den Verlag ein. 1976 erfolgte die Gründung der Niederlassung „Gustav Fischer New York Inc.“ 1968 wurde erstmals die Reihe gft (=Gustav Fischer Taschenbücher) aufgelegt. 1970 wurden die Uni-Taschenbücher (UTB) unter Beteiligung des Gustav Fischer Verlages begründet.

### 1990–2008
Der Gustav Fischer Verlag wurde am 29. Juni 1990 aus dem VEB Kombinat Volk und Gesundheit herausgelöst und als Gustav Fischer Verlag GmbH neu gegründet.
Im April 1991 konnten Wulf-Dietrich von Lucius und Bernd von Breitenbuch von der Treuhand den Gustav Fischer Verlag zurückkaufen und wurden als weitere Geschäftsführer ins Handelsregister eingetragen. Die Gustav Fischer Verlage in Stuttgart und Jena waren vertraglich miteinander verbunden und stimmten ihre Programme untereinander ab. Im November 1992 übernahm die Verlagsgruppe Holtzbrinck die Mehrheit des Gustav Fischer Verlages. Im Oktober 1995 wurde der Verlag Göcke & Evers gekauft. Die Bücher erschienen in Jena.
Im August 1996 fand die Verschmelzung der Verlage Gustav Fischer Jena, Gustav Fischer Verlag Stuttgart und der Jungjohann-Verlagsgesellschaft Lübeck zur Gustav Fischer Verwaltungsgesellschaft unter Holtzbrinck statt. Es folgten strukturelle und programmmäßige Veränderungen. Der Bereich Veterinärmedizin wurde an Enke verkauft. 1997 wechselte das gesamte Buchprogramm der Biologie und Medizin nach Stuttgart. Die Buch- und Zeitschriftenauslieferung Jena übernahm die Service Fachverlagsgesellschaft (SFG) in Kusterdingen. Dabei verblieb die Zeitschriftenauslieferung und die Abonnentenverwaltung als Abteilung der SFG vor Ort in Jena. Jena wurde zum Kompetenzzentrum für alle bei Gustav Fischer herausgegebenen Zeitschriften. Gleichzeitig begann der Ausbau des internationalen Zeitschriftengeschäfts durch den Abschluss des Vertrags über die Abonnentenverwaltung und Werbung mit Stockton Press. Der Einstieg in das E-Commerce begann. Im Januar 1998 erfolgte ein Programmtausch mit der Wissenschaftlichen Verlagsgesellschaft, der dem Verlag vier neue profitable Zeitschriften brachte.
1999 fand die Fusion zwischen den Verlagen Urban & Schwarzenberg und Gustav Fischer zum Urban & Fischer Verlag statt. Die Niederlassungen waren in München und Jena angesiedelt. Im Juni 1999 zog der Jenaer Verlag aus dem altehrwürdigen Verlagsgebäude am Villengang in den Löbdergraben um. Im Januar 2000 wurde der Zeitschriftenvertrieb wieder in den Urban Fischer Verlag integriert. Zum Ende des Jahres 2000 erfolgte die Räumung des Archivs am Villengang und in der Hainstraße. Der gesamte Archivbestand ging als Schenkung an das Thüringische Hauptstaatsarchiv Weimar. Im Januar 2002 fand eine Erweiterung der Vertriebstätigkeit für Fremdverlage statt.
Zum 1. Januar 2003 verkaufte Holtzbrinck Urban & Fischer Verlag München und Jena, SAV Heidelberg, SFG Kusterdingen und Rothacker München an Elsevier.
Elsevier verkaufte im Zuge seiner strategischen Ziele 2005 Rothacker und 2007 SAV. Januar 2007 wurde auch die Buchhaltung in Jena geschlossen und das Zeitschriftenmarketing von den Münchner Kollegen übernommen. Im August 2007 wurde in Form der „Agenda 2011“ das Ziel „Jena wird in einen reinen Produktionsstandort umgewandelt“ von der Geschäftsführung formuliert. Wie es sich bereits im September zeigte, war dies nur eine verbale Vorbereitung für die Abwicklung der Übergabe der Zeitschriftenproduktion an Amsterdam und Shannon/Irland. Im Herbst 2007 gab es die ersten inoffiziellen Informationen zur Auslagerung der Produktion, die am 14. Januar 2008 offiziell bestätigt wurden.
Mit dem 30. September 2008 endete die 130-jährige Verlagsgeschichte des Gustav Fischer Verlages in Jena. Das Verlagsarchiv ist im Deutschen Buch- und Schriftmuseum in Leipzig zugänglich.

## Bedeutende Veröffentlichungen des Verlages
- Rudolf Dittler, Georg Joos [u. a.] (Hrsg.): Handwörterbuch der Naturwissenschaften, 10 Bände, Verlag Gustav Fischer, Jena 1912–1915 (1. Auflage) / 1931–1935 (2. Auflage).
- Franz Xaver Bea, Erwin Dichtl, Marcell Schweitzer (Hrsg.): Allgemeine Betriebswirtschaftslehre. 3 Bände, Lucius & Lucius / Gustav Fischer Verlag, Jena / Stuttgart 1988. ISBN 3-437-40164-5.
- Wilhelm Seyffert: Lehrbuch der Genetik. Stuttgart: Gustav Fischer Verlag, 1998. ISBN 3-8274-0787-7
- Harald Stümpke: Bau und Leben der Rhinogradentia. Gustav Fischer Verlag, Stuttgart 1961–1993. ISBN 3-437-30083-0.
- Eduard Strasburger (Begründer), Dietrich von Denffer (Neubearbeitung): Lehrbuch der Botanik. 31. Auflage, Gustav Fischer Verlag, Stuttgart 1978. ISBN 3-437-20140-9.
- Hermann Wurmbach: Lehrbuch der Zoologie. Band 1: Allgemeine Zoologie und Ökologie / Band 2: Spezielle Zoologie, Gustav Fischer Verlag, Stuttgart 1957 (Erstausgabe) bis 1971 (Band 2, Nachdruck, 2. Auflage). ISBN 3-437-20066-6.
- Roland C. Bittner, Reinhard Roßdeutscher: Leitfaden Radiologie. Urban & Fischer Verlag. Jena 1996. ISBN 3-437-41210-8.
- Johannes Gogolok, Rudolf Schuemer, Gerhard Ströhlein: Datenverarbeitung und statistische Auswertung mit SAS. SAS-Version 6. Gustav Fischer Verlag, Jena / Stuttgart, New York, NY 1992. ISBN 3-437-40223-4.